# ファロメトリー
ファロメトリー（英: Phallometry）または陰茎容積脈波記録法（英: Penile plethysmography; PPG，陰茎プレチスモグラフィー）は陰茎への血流を測定する手法の一つであり、通常は性的興奮の測定の指標として使用される。ファロメトリーの最も一般的な実施方法は、ゴム入り水銀ゲージまたは電気機械式歪みゲージを用いて陰茎の周囲長を測定する方法、または陰茎の根元に気密シリンダーと膨張式カフを装着して陰茎の容積を測定する方法である。陰茎海綿体神経PPGは男性泌尿器手術中の術中電気刺激に対する反応の変化を測定する。容積測定法はクルト・フロイントによって考案され、特に低興奮時の感度が高いと考えられている。しかし、より簡便な周囲長測定法の方が広く用いられており、性的映画による刺激を用いた研究でより一般的である。女性における同様の測定法として、膣光電式プレチスモグラフィーが知られている。
性犯罪者に対しては通常、被験者が性的に刺激的なコンテンツ（写真、映画、音声など）に曝露された際の性的興奮の程度を測定するために使用されるものの、性嗜好や治療効果の評価には必ずしも適切ではないと主張する研究者もいる。1998年に実施された科学レポートの大規模メタ分析レビューでは、子供を描いた刺激に対するファロメトリーの反応と将来の性犯罪との相関は0.32（分散の約10%を説明する）と低かったものの、性犯罪者が今後新たな性犯罪を犯すか否かを特定する手法の中では最も正確であることが実証された。（但しどの方法も強い予測因子ではなく、説明量は分散の10％を遥かに下回る。）
前立腺全摘除術における神経温存手術では、陰茎海綿体神経の位置を確認し手術による外傷を回避するため、陰茎海綿体神経の近くに軽度の電気刺激を与える。これらの視認困難な神経への損傷は、勃起不全を引き起こす可能性がある。手術終了時に得られる電気刺激陰茎PPGの結果は、回復に要する数ヶ月を待たずに、勃起機能の予後を管理するのに役立つ予後指標となる。

## 種類
ファロメトリーの測定方法には下記の2種がある：
- 容積測定用容器

装置を被験者の陰茎に装着し、勃起により体積が膨張するに従って押し出される空気の量を測定する。
- 周囲径測定用センサー

水銀入りゴムまたはインジウム/ガリウム入りゴムのリングまたは電気機械式歪みゲージを被験者の陰茎の軸部に装着して勃起による周囲径の変化を測定する。
周囲径測定型の方が一般的であるが、性的興奮度が低い場合には容積型の方が正確であると考えられている。
PPG機器は、ブラジル、イギリス、カナダ、中国、チェコ、香港、ニュージーランド、ノルウェー、スロバキア、スペイン、アメリカで使用されている。
女性向けの類似した手法である膣光電式脈波測定法は膣壁表面の血液の流れを測定するもので、研究者らはこれが性的興奮時に増加すると主張している。

## 歴史
オリジナルの体積測定法は、1950年代に当時のチェコスロバキアでクルト・フロイントによって開発された。フロイントは後にこう記している。「1950年代初頭、チェコスロバキアでは同性愛行為は依然として起訴に値する犯罪でした。もちろん私はこの方法に反対しましたが、私が勤務していたプラハの精神科大学病院の同僚たちと同様に、同性愛は経験的に獲得された神経症であると考えていました。」その後、彼は精神分析的評価法に代わるファロメトリーを開発した。その理由は、「精神分析は失敗に終わり、個人の診断や研究のための手段としては事実上使用不可能だったからです。……ファロメトリーが性的な性別・年齢嗜好を測定する検査として有望視されるようになり、我々はそれを主に小児性愛の診断、つまり大人よりも子供に性的な嗜好を持つ人を特定する検査として使い始めました。」
第二次世界大戦後のチェコスロバキアにおいてフロイントは共産主義政府から、徴兵を逃れるために虚偽の同性愛者申告を行う男性を軍徴兵対象者の中から特定する任務を任された。 フロイントは1957年にチェコスロバキア軍のために、異性愛者と同性愛者の男性を区別する目的で、陰茎の容積変化を測定する最初の装置を開発した。ヨーロッパからカナダへ逃れたフロイントは、性犯罪者の評価にファロメトリーを用いた研究を続けることができた。当時、ジョン・バンクロフト、アルバート・エリス、マスターズ・アンド・ジョンソン研究所のウィリアム・マスターズなど、多くの性科学者が、同性愛者の男性を異性愛者に変える方法の開発に取り組んでいた。ファロメトリーによってそのような方法が失敗に終わり、フロイントはそのような試みは非倫理的であると最初に宣言した性科学者の一人となった。フロイントの研究に基づいて、1961年にチェコスロバキアで同性愛の非犯罪化が行われた。(チェコ共和国におけるLGBTの権利も参照)

## 信頼性と妥当性
1994年、アメリカ精神医学会の『精神障害の診断・統計マニュアル（第4版）』では、陰茎容積脈波記録法が研究において視覚刺激および聴覚刺激に対する個人の性的興奮を測定して様々な性的倒錯を評価するために用いられてきたと述べられている。臨床評価におけるこの検査の信頼性と妥当性は充分に確立されておらず、臨床経験からは、被験者が心的イメージを操作することで反応を模倣できることが示唆されている。一方、2017年に発表された最近のメタアナリシスでは、37研究の6,785人を対象に、小児への性的関心の尺度としての陰茎計測検査の妥当性が裏付けられている。
1998年、ハンソンとビュシエールは、4万件以上の個別事例を含む性犯罪予測に関する61の科学論文を網羅した包括的なメタアナリシスを発表した。彼らは試行され報告された全ての方法の内で、小児を描いた画像に対する陰茎容積脈波測定反応が、陰茎計測データを用いた7つの研究において、性犯罪の再犯を最も正確に予測する指標であることを確認した。2005年に行われた13の研究と2,180件の個別症例を対象とした別のメタアナリシスでも、小児に対する陰茎計測反応が性犯罪の再犯の強力な予測因子であるという結果が再び示された。
2017年に実施された、16研究の2,709人の性犯罪者を対象としたメタアナリシスでは、小児に対する陰茎反応が性犯罪再犯の予測因子であるという先行研究の知見を再現し、拡張した。このメタアナリシスは、男児と女児の両方の小児性愛的（ペドフィリア的／およそ小学5年生まで）および初期青年性愛的（ヘベフィリア的／およそ中学3年生まで）刺激に対する陰茎計測反応が性犯罪再犯を予測することを示唆し、先行メタアナリシス研究を拡張した。更にこのメタアナリシスは、小児に対する性犯罪者の明確なサブグループにおいて、陰茎反応検査が性犯罪再犯を予測することを明らかにした。

### 方法論的問題に対する批評
陰茎プレチスモグラフィーの信頼性と特異性を判断する方法論には批判がある。その一つは、陰茎プレチスモグラフィーは被験者の性的興奮に関する主観的な報告よりも客観性が高いという点で重要であるとされているものの、陰茎プレチスモグラフィーが膣プレチスモグラフィーよりも信頼性の高い性的興奮の指標であるという主張は、被験者の報告と機器の観測値との間に、女性被験者よりも男性被験者において平均的に高い相関関係があるという点に基づいている。この不一致に対する批判として、主観的報告が有用かどうかに関する基準の一貫性が欠如している点が指摘されている。また、陰茎プレチスモグラフィーの男性被験者の方が膣プレチスモグラフィーの女性被験者よりもサンプリングバイアスが大きい可能性についての批判もある。殆どの文化において男性は女性よりも自身の身体的性的反応に敏感であるため、非特異的に勃起することがある人はタブーな状況での勃起を恐れて研究に参加せず、男性ボランティアはほぼ例外なくカテゴリ特異的にのみ勃起する個人になる可能性があるというものになる。この影響により、方法論的バイアスの結果としての見かけ上の男性特異性が説明できる場合がある。陰茎プレチスモグラフィーの結果におけるボランティアのテストと有罪判決を受けたまたは疑われている性犯罪者のテストの違いは、平均人口との勃起パターンの違いがなく、性犯罪者グループがボランティアにならないという選択肢を事実上欠いていることが多いことに起因している可能性がある。再犯に関する研究に対する批判の一つは、男性が陰茎測定器で反応する対象に性的魅力を感じるという文化的態度が、実際には小児への性的興味がない男性が、陰茎測定器で反応する対象として小児を認識し、その結果再び有罪判決を受ける可能性が高まる危険性があるというものである。

## 具体例
具体的な手順は様々であるが、ある研究では17歳の男性性犯罪者の陰茎に、毎日のセッションの開始時に水銀歪みゲージを装着し、ズボンと下着の下に隠して装着した。この装置は、弛緩状態と自慰行為による完全勃起時のペニスの測定値に基づいて事前に調整されていた。この装置はマイクロプロセッサ、バッテリーパック、歪みゲージアンプに接続されており、ウエストポーチに目立たないように収納されていた。その後、彼は毎日大学のキャンパスまで車で送られ、複数回のセッションを受け、約9～30メートル離れた女性と男性に対する性的魅力を評価した。駐車中の車内で、彼は特定の女性または男性に焦点を合わせ、彼らと性交しているところを想像し、もし望むのであれば性的に興奮するように指示された。装置は彼が達成した完全勃起の割合を測定した。これを24日間にわたって繰り返したところ、特に研究スタッフの姿が見えない場合に、女性に対する興奮のレベルが有意に高まることが示された。

## 応用

### 勃起不全
陰茎容積脈波計は、泌尿器睡眠ポリグラフ検査センターにおいて、器質性勃起不全と心因性勃起不全をスクリーニングする上で価値がある。レム睡眠中の陰茎反応の欠如は、泌尿器科医による更なる評価が必要であることを示している可能性がある。
泌尿生殖器の神経温存手術に電気刺激を与えて陰茎反応を測定することで、勃起不全の予後予測が可能となる。患者は自身の転帰に関する客観的な情報を得ることができ、これにより今後の勃起機能療法のを計画立案できる。

### 成人前の小児・少年少女に対する性愛
陰茎容積脈波計を用いて小児性愛者と非小児性愛者（初期青年性愛者を含む）を区別する効率性を検証した研究では、大多数が適切なカテゴリーに正しく分類できることが示されている。ファロメトリーの感度は、この検査が小児性愛者（または初期青年性愛者）の個人をその性的興味を有する者として正確に特定する精度を指す。また特異性は、非小児性愛者（または非初期青年性愛者）の個人をそのような者として正確に識別する検査の精度を指す。この検査のメタアナリシス研究では、小児に対する性犯罪者は、対照群に比べて小児性愛と初期青年性愛者に関する陰茎容積測定検査での反応がより高いことが示されている。

#### 容積測定型PPG
ある研究では、被験者の21%が様々な理由で除外された。その理由には、「被験者の性的年齢嗜好が不明であり、陰茎計測による性嗜好診断が口頭での主張と一致していた」ことや、検査結果に影響を与えようと試みたことなどが含まれる。この研究では、ペドヘベフィリア（およそ中学生以下の幼児・児童・生徒に対する性愛）を認める小児性犯罪者において、小児性愛を特定する感度は100%であることが判明した。更にペドヘベフィリアを部分的に認める小児性犯罪者に対するこの陰茎測定検査の感度は77％、否定する小児性犯罪者においては58％であることが示された。この陰茎容積測定検査の小児性愛に対する特異度は95%と推定された。
フロイントによる更なる研究では、陰茎容積測定法による小児性愛の感度は、女児被害者が1人の性犯罪者では35％、女児被害者が2人以上の場合は70％、男児被害者が1人の場合は77％、男児被害者が2人以上の場合は84％と推定されている。またこの研究では、検査の特異度は一般男性で81％、成人に対する性犯罪者で97％と推定されている。類似研究では、陰茎容積測定法による小児性愛の感度は、女児被害者が1人の場合は62％、女児被害者が2人以上の場合は90％、男児被害者が1人の場合は76％、男児被害者が2人以上の場合は95％であるとされている。
別の研究では、ペドヘベフィリアの男性と非ペドヘベフィリアの男性を区別する方法の感度は、サブグループによって29％から61％の範囲と計算された。具体的には、被害者が3人以上の子供に対する性犯罪者に対する感度は61％、近親相姦犯罪者では感度は34％であった。成人に対する性犯罪者を対象とした検査の特異度は96%であり、検査のROC曲線下面積 は0.86と推定された。この研究グループによる追加研究では、非犯罪者を対象としたサンプルでの検査の特異度は83%と推定された。より最近の研究では、陰茎容積測定法の感度は、ペドフィリアで72％、ヘベフィリアで70％、ペドヘベフィリアで75％、特異度はそれぞれ95％、91％、91％であることが判明した。

#### 周囲径測定型PPG
他の研究では、小児に対する様々な性的関心を識別するための陰茎周囲径測定の感度と特異度が検討されている。小児性愛に対する陰茎周囲径測定検査の感度は、小児に対する性犯罪者では63%、家族外の子供に対する犯罪者では65%、近親相姦犯罪者では68.4%と推定されている。その他の研究によれば、子供に対する性犯罪者における陰茎周囲径測定検査の感度は其々93%、96%、35%、78%、50%と報告されている。また近親相姦犯罪者における陰茎周囲径測定検査の感度は19％、家族外の子供に対する性犯罪者においては60％と推定されている。小児性愛に対するこれらの検査の特異度に関しては、研究では一般男性集団のサンプルでは92%、82%、76%、92%、成人に対する性犯罪では80%、92%と推定されている。
ある研究では、ヘベフィリアの診断における陰茎周囲径測定検査の精度が検証された。この研究ではヘベフィリア検査の感度は、家族外の子供に対する性加害者では70%、近親相姦加害者では52%であることが示された。一般男性集団を対象としたサンプルでは、この陰茎測定検査の特異度は68%であった。
その他の研究によると、ペドヘベフィリアの性器検査の感度は近親相姦加害者では75%、家族外の小児への性加害者では67%であったとされた他、小児に対する性犯罪者について64%、64%、44%、53%と報告されている。
加えて、アベルらは中後期青年性愛者（エフェボフィリア／およそ高校3年生まで）の検出感度が50%であると報告した。
別の研究では、若年の性犯罪者が逸脱行為と見做される性的興奮を抑制できる可能性を検証した。性的興奮を示した少年は、成人女性、同輩女性、または年下の児童女性の刺激に対する性的興奮の程度に基づき、年齢相応の2つのカテゴリー（成人反応群と同年代反応群）と、年齢相応でない3つのカテゴリー（小児反応群、小児/成人反応群、無差別反応群）に分類された。成人女性や同年代の女性に対する性的興奮は年齢に適したものとされ、著しく年下の女性に対する性的興奮は不適切とされた。犯行への関与を否認した少年の多くは性的興奮を全く示さなかったが、約3分の1は犯行への関与を否認しているにもかかわらず、年齢相応でない興奮を示した。

### 強姦性愛
ファロメトリーで強姦性愛（ビアストフィリア／強姦することに興奮する性癖）を持つ男性と持たない男性を弁別できるとするデータが幾つかある。